# Cheval de sport canadien
Vous lisez un « bon article » labellisé en 2021.
Le cheval de sport canadien (anglais : Canadian Warmblood / Canadian sport horse) est un stud-book de chevaux de sport, géré au Canada. Ces chevaux proviennent de croisements entre des étalons Pur-sang et des juments locales, de race canadienne. La société gérant la sélection est ouverte en 1926, pour enregistrer ces chevaux alors nommés Hunter canadiens (Canadian Hunter). La race prend son nom actuel en 1984, accompagnant le développement de l'élevage du cheval de sport. 
Le cheval de sport canadien est destiné aux compétitions de sports équestres, notamment de saut d'obstacles et de dressage. 

## Dénomination
Malgré la similarité de nom, le cheval de sport canadien ne doit pas être confondu avec la race du cheval canadien. Le nom Canadian Sport Horse est utilisé à équivalence avec celui de Canadian Warmblood, de même sens. La base de données DAD-IS référence cette race de chevaux sous le nom de Canadian Warmblood. L'ancien nom est Canadian Hunter,.

## Histoire
Les origines de la race sont européennes, ses plus anciennes traces remontant au XVIIe siècle d'après la base de données DAD-IS. D'après Bonnie Lou Hendricks (université de l'Oklahoma), la sélection d'une race de chevaux de sport remonte à la fin du XIXe siècle, puisque le lieutenant anglais Dan Lysons mentionne dès 1893 l'habileté au saut des chevaux canadiens,. La sélection de ces chevaux représente la première expérience d'élevage du cheval de sport en Amérique du Nord.
Au début du XXe siècle, de nombreux sujets sont vendus aux États-Unis, où ils sont montés en saut d'obstacles et équitation hunter, tant en Europe qu'en Amérique du Nord,. D'autres sont envoyés en Europe dans le cadre de la Première Guerre mondiale,. En 1920, le gouvernement fédéral du Canada s'implique dans la sélection équine, dans le but d'obtenir un type uniforme de chevaux pesant environ 550 kg.
Le cheval de sport canadien provient de croisements de type demi-sang, entre le cheptel de juments locales canadiennes et des étalons Pur-sang, notamment 16 sujets importés depuis l'Angleterre par la Canadian Racing Association, vers l'Ontario,. 
En 1926 est créée la Canadian Hunter, Saddle and Light Horse improvement Society (société canadienne pour l'amélioration du cheval de chasse, de selle et léger),. Un stud-book est ouvert en 1928 pour l'enregistrement des juments fondatrices. En 1933, la Canadian Hunter Society est fusionnée, et obtient le maintien du stud-book du Hunter canadien.
Ce stud-book est rebaptisé en 1984 pour y inclure la dénomination Sport Horse (cheval de sport), en raison de l'usage de ces chevaux dans les sports équestres, la sélection ayant évolué du cheval militaire vers le cheval de sport. Ce changement de nom est enregistré l'année suivante dans le journal officiel des marques de commerce. La race est re-nommée Canadian Sport Horse. En 2007, le stud-book du Canadian Sport Horse compte 546 sujets inscrits.

## Description

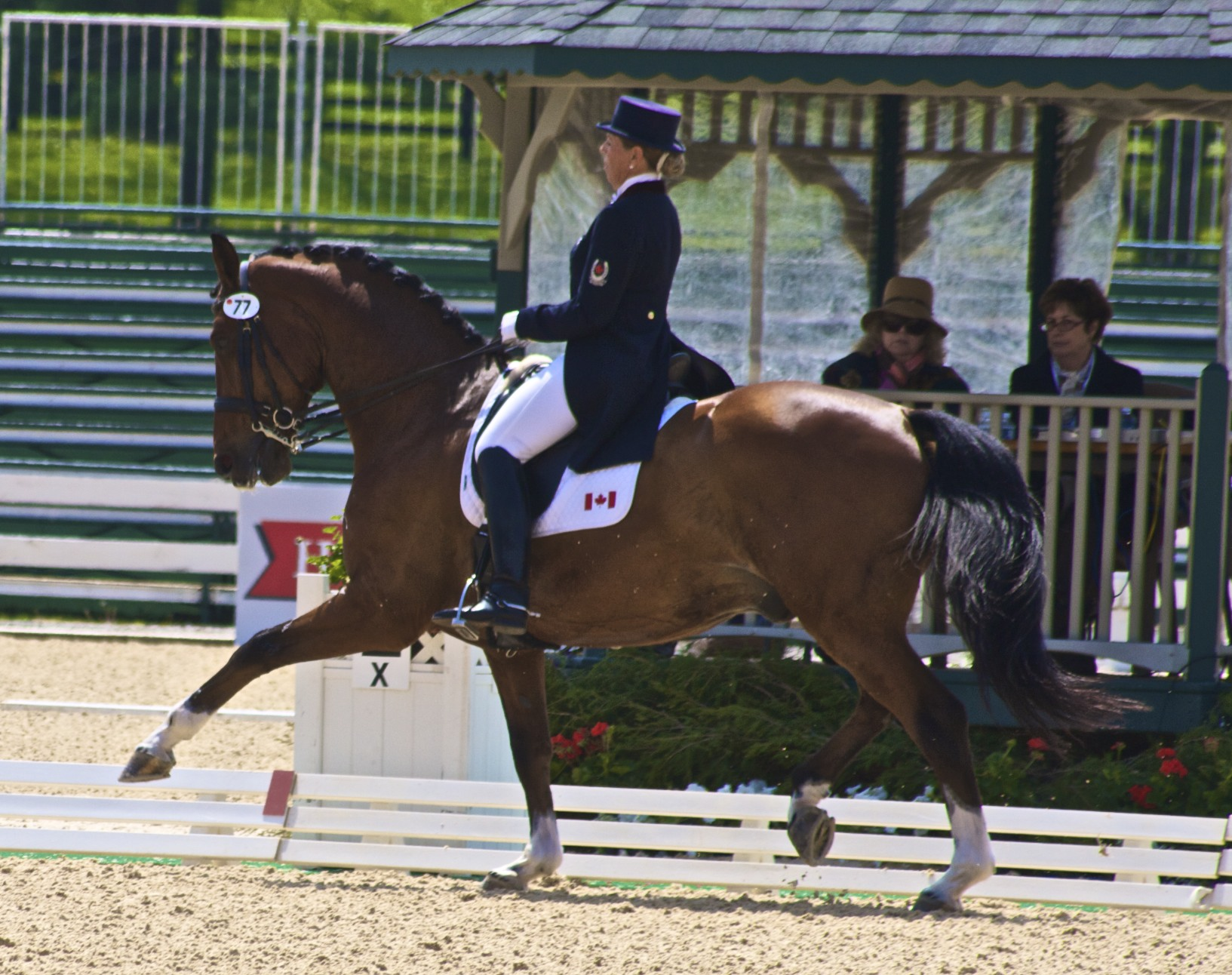
Le cheval de sport canadien Pikardi au trot allongé, et sa cavalière Bonny Bonnello à la Kentucky Cup de 2010.

La taille doit être supérieure à 1,62 m pour permettre l'enregistrement dans le stud-book,. DAD-IS indique une taille moyenne de 1,65 m pour un poids médian de 600 kg.
Ce cheval est proche des Hunters anglais et irlandais, montrant une nette influence du Pur-sang, avec une construction solide et des mouvements fluides,. Les yeux sont grands, l'encolure d'une longueur proportionnelle au corps. La poitrine est large et l'épaule inclinée.
Ses besoins alimentaires sont plus importants que ceux du cheval canadien.

### Robes
Toutes les robes sont autorisées, à l'exception de la robe tachetée. Aussi, la robe est unie, généralement baie (dont le bai-brun), alezane, noire ou grise,. D'après Judith Dutson, le pie et le gène Crème sont possibles, et donc les robes palomino et cremello,.

### Sélection
La sélection est gérée par la Canadian Sport Horse Association, qui décrit le cheval de sport canadien comme une race « en évolution », dont l'existence est étroitement liée aux objectifs de sélection. L'enregistrement des chevaux s'effectue sur inspection,. Les jeunes chevaux sont présentés en concours de modèle et allures, y compris lors du prestigieux The Royal Horse Show, où un expert (par exemple, un vétérinaire) est chargé de les évaluer. Les sujets sont recherchés puissants et dotés d'un bon coup de saut, aptes aux trois sports équestres olympiques. Une attention particulière est portée aux allures, qui doivent montrer de l'équilibre et de l'impulsion. la sélection des étalons est particulièrement rigoureuse.
L'association gérant le stud-book, le Canadian National Live Stock records, est domiciliée à Ottawa, en Ontario. Les juments qui n'appartiennent pas au registre du Canadian Sport Horse peuvent être enregistrées sur une liste appendix.

## Utilisations

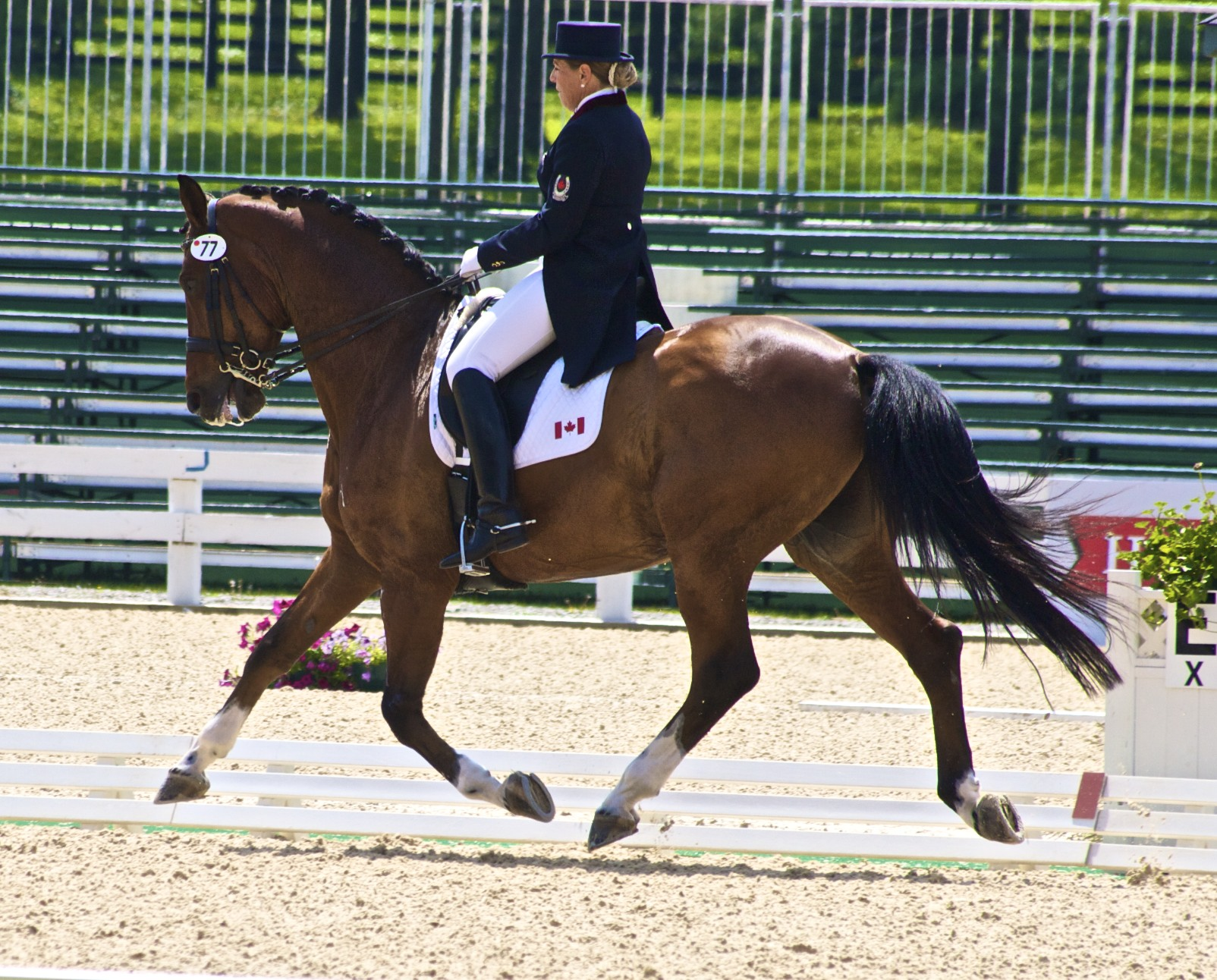
Pikardi et Bonny Bonnello à la Kentucky Cup de 2010

C'est un cheval de sport, utilisé sous la selle et en sports équestres. La race est montée en compétitions de saut d'obstacles, de dressage, de concours complet d'équitation, et de hunter, mais aussi pour la chasse au renard. Elle est présente en attelage de compétition.

## Diffusion de l'élevage
Ce stud-book est propre au Canada, et plus particulièrement présent en Ontario,. Le guide Delachaux avance que les effectifs de la race sont en croissance en 2014, mais la base de données DAD-IS (2021) ne signale que 241 chevaux appartenant à cette race en 2020, avec une décroissance continue du cheptel entre 2015 et 2020, ce qui place le Canadian Warmblood parmi les races de chevaux locales en danger critique d'extinction. L'étude menée par l'université d'Uppsala, publiée en août 2010 pour la FAO, signale le Canadian Hunter comme race locale Nord-américaine, dont le niveau de menace est inconnu.